# Meryl O’Hara Wood
Meryl O’Hara Wood, z domu Waxman, po pierwszym mężu Aitken Lister (ur. ?, zm. 6 maja 1958) – tenisistka australijska, podwójna mistrzyni Australian Open w grze podwójnej kobiet.
W roku 1924 po raz pierwszy osiągnęła finał najbardziej prestiżowego turnieju Australii i Oceanii, znanych jako Mistrzostwa Australazji (a dziś Australian Open). W deblu kobiet partnerowała rodaczce Kathleen Le Messurier. W rozgrywce finałowej Australijki uległy swoim koleżankom z reprezentacji, Daphne Akhurst i Sylvii Lance. Dwa lata później O’Hara Wood zdobyła już jednak mistrzostwo, grając tym razem u boku Esny Boyd. Sukces powtórzyła dwa lata później, ale Boyd wystąpiła w roli jej finałowej przeciwniczki. Natomiast partnerką Meryl była Louie Bickerton. Po raz ostatni Wood doszła do decydującej rozgrywki debla w 1929 roku razem z Lance Harper.
3 sierpnia 1923 roku owdowiała Aitken Lister poślubiła słynnego australijskiego tenisistę, Pata O’Hara Wooda. Ślub miał miejsce w Melbourne.
Zarówno Meryl, jak i Pat, reprezentowali Australię w rozgrywkach międzynarodowych, jednak największe sukcesy wielkoszlemowe w grze mieszanej tenisistka odniosła razem z zawodnikiem japońskim, Jirō Satō, z którym w 1932 roku doszła do finału. Przegrali z tenisowym małżeństwem Crawfordów, Marjorie i Jackiem.
Małżonkowie nie doczekali się potomstwa, a Pat zmarł 3 grudnia 1961 roku w Melbourne.
Rodzina O’Hara Wood słynęła z tradycji tenisowych, oprócz Pata i Meryl, zawodnikiem był także brat Pata, Arthur O’Hara Wood, który zdobył mistrzostwo Australian Open w 1914 roku.